# 희녕
희녕(熙寧, 1068년 ~ 1077년)은 북송 신종(神宗) 조욱(趙頊)의 첫번째 연호이다. 10년 가량 사용하였다.

## 개원
- 치평(治平) 5년 1월 1일[1](1068년 2월 6일)에 연호를 희녕(熙寧)으로 개원함.[2][3][4][5]

- 희녕(熙寧) 10년 12월 6일[6](1077년 12월 23일)에 연호를 원풍(元豊)으로 정하고, 다음 해 1월 1일[7](1078년 1월 17일)에 개원함.[8][9][4][5]

## 연대 대조표
| 희녕       | 원년           | 2년        | 3년        | 4년        | 5년        | 6년        | 7년        | 8년             | 9년        | 10년       |
| 서기(西紀) | 1068년         | 1069년     | 1070년     | 1071년     | 1072년     | 1073년     | 1074년     | 1075년          | 1076년     | 1077년     |
| 간지(干支) | 무신(戊申)     | 기유(己酉) | 경술(庚戌) | 신해(辛亥) | 임자(壬子) | 계축(癸丑) | 갑인(甲寅) | 을묘(乙卯)      | 병진(丙辰) | 정사(丁巳) |
| 요(遼)     | 함옹(咸雍) 4년 | 5년        | 6년        | 7년        | 8년        | 9년        | 10년       | 대강(大康) 원년 | 2년        | 3년        |

## 동시대 연호

### 중국
요(遼)
- 함옹(咸雍) (1065년 ~ 1074년)
- 대강(大康) (1075년 ~ 1084년)

대리국(大理國)
- 정덕(正德) (1062년 ~ 1073년)
- 보덕(保德) (1074년 ~ 1075년)
- 상덕(上德) (1076년)
- 광안(廣安) (1077년 ~ 1080년)

서하(西夏)
- 건도(乾道) (1067년 ~ 1068년)
- 천사예성국경(天賜禮盛國慶) (1069년 ~ 1074년)
- 대안(大安) (1075년 ~ 1085년)

### 베트남
- 롱쯔엉티엔뜨(龍彰天嗣) (1066년 ~ 1068년)
- 티엔후옹바오뜨엉(天貺寶象) (1068년 ~ 1069년)
- 턴부(神武) (1069년 ~ 1072년)
- 타이닌(太寧) (1072년 ~ 1076년)
- 아인부찌에우탕(英武昭勝) (1076년 ~ 1085년)

### 일본
- 지랴쿠(治曆) (1065년 ~ 1069년)
- 엔큐(延久) (1069년 ~ 1074년)
- 조호(承保) (1074년 ~ 1077년)
- 조랴쿠(承曆) (1077년 ~ 1081년)

## 같이 보기
- 중국의 연호 목록